# KN-24
El KN-24, oficialmente Hwasongpho-11Na (coreano: 《화성포-11나》형; Hanja: 火星砲 11나型; literalmente "Artillería de Marte tipo 11Na") (Hwasong-11 mejorado), es una designación dado a un misil balístico táctico de combustible sólido de una sola etapa de Corea del Norte.

## Historial operativo
El primer disparo de prueba del KN-24 se produjo el 10 de agosto de 2019 cerca de la ciudad costera oriental de Hamhung, con dos misiles que alcanzaron un apogeo de 48 km y un alcance de 400 km (250 millas) a una velocidad de 2,1 km/s (7.600 km/h; 4.700 mph).
Seis días después, el 16 de agosto de 2019, se lanzaron dos misiles más desde Tongchon con un apogeo de 30 km y un alcance de 230 km (140 millas), lo que demuestra una trayectoria deprimida.
El 21 de marzo de 2020, dos KN-24 más fueron disparados desde Sonchon con un apogeo de 50 km y un alcance de 410 km, realizando "maniobras de elevación" en vuelo y uno supuestamente impactó una pequeña isla de 100 metros de largo.
El 17 de enero de 2022, dos KN-24 fueron disparados desde el aeropuerto de Sunan, situado en Pyongyang. Los misiles volaron 380 km y alcanzaron un apogeo de 42 km con una velocidad máxima de Mach 5 (1,5 - 1,8 km/s). La prueba de fuego se realizó para comprobar la disponibilidad operativa y validar la calidad de construcción de los KN-24 producidos en masa.